# منتخب الهند لهوكي الحقل للرجال
منتخب الهند الوطني لهوكي الحقل للرجال (بالهندية: भारतीय राष्ट्रीय पुरुष हॉकी टीम)‏ هو ممثل الهند الرسمي في المنافسات الدولية في هوكي الحقل .